# Bubba Smith
Bubba Smith, nome d'arte di Charles Aaron Smith (Orange, 28 febbraio 1945 – Los Angeles, 3 agosto 2011), è stato un attore e giocatore di football americano statunitense.

## Biografia
Noto per aver interpretato il poliziotto enorme ed energico Moses Hightower, nella serie cinematografica Scuola di polizia. Prima di intraprendere la carriera cinematografica fu un campione di football americano, arrivando a vincere il quinto Super Bowl nel 1971 con i Baltimore Colts.
Il 3 agosto 2011 viene trovato morto a casa sua per intossicazione da fentermina (farmaco che inibisce l'appetito, usato per trattare casi di obesità) e conseguente attacco cardiaco.

## Filmografia

### Cinema
- Scuola di polizia (Police Academy), regia di Hugh Wilson (1984)
- Scuola di polizia 2 - Prima missione (Police Academy 2: Their First Assignment), regia di Jerry Paris (1985)
- Scuola di polizia 3 - Tutto da rifare (Police Academy 3: Back in Training), regia di Jerry Paris (1986)
- Il giorno della luna nera (Black Moon Rising), regia di Harley Cokeliss (1986)
- Scuola di polizia 4 - Cittadini in... guardia (Police Academy 4: Citizens on Patrol), regia di Jim Drake (1987)
- Scuola di polizia 5 - Destinazione Miami (Police Academy 5: Assignment Miami Beach), regia di Alan Myerson (1988)
- Scuola di polizia 6 - La città è assediata (Police Academy 6: City Under Siege), regia di Peter Bonerz (1989)
- Il silenzio dei prosciutti, regia di Ezio Greggio (1993)

### Televisione
- Charlie's Angels – serie TV, episodio 3x15 (1979)
- Open All Night – serie TV, 12 episodi (1981-1982)
- Tuono blu (Blue Thunder) – serie TV, 11 episodi (1984)
- Half Nelson – serie TV, 6 episodi (1985)
- 8 sotto un tetto (Family Matters) – serie TV, 1 episodio (1993)
- Sabrina, vita da strega (Sabrina, the Teenage Witch) – serie TV, 1 episodio (1997)
- Scuola di polizia (Police Academy: The Series) – serie TV, 1 episodio (1997)

## Doppiatori italiani
Nelle versioni in italiano delle opere in cui ha recitato, Bubba Smith è stato doppiato da:
- Gianni Bertoncin in Scuola di polizia 3 - Tutto da rifare, Scuola di polizia 4 - Cittadini in... guardia, Scuola di polizia 5 - Destinazione Miami, Scuola di polizia 6 - La città è assediata
- Massimo Foschi in Scuola di polizia, Scuola di polizia 2 - Prima missione
- Sergio Matteucci in Charlie's Angels
- Glauco Onorato ne Il giorno della luna nera

## Palmarès
- Vincitore del Super Bowl V
- (2) Pro Bowl (1970, 1971)
- First team All-Pro (1971)

## Statistiche
| Partite totali      | 111 |
| Partite da titolare | 25  |
| Fumble recuperati   | 4   |